# Canton de l'Isle-Adam
Le canton de l'Isle-Adam est une division administrative française, située dans le département du Val-d'Oise et la région Île-de-France.
À la suite du redécoupage cantonal de 2014, les limites territoriales du canton sont remaniées. Le nombre de communes du canton passe de six à quinze.

## Géographie

### Situation
Le canton de l'Isle-Adam est situé à cheval sur plusieurs régions naturelles du département. Il rassemble en effet des communes de la vallée de l'Oise (L'Isle-Adam et Mériel) et des villages de l'ouest forestier du pays de France (Presles, Villiers-Adam, Nerville-la-Forêt) auxquels s'ajoute Parmain, une commune de l'extrémité orientale du Vexin français liée historiquement à L'Isle-Adam. Il constitue la limite est de l'arrondissement de Pontoise.
Les cantons limitrophes sont, à l'ouest, le canton vexinois de la vallée du Sausseron (chef-lieu Auvers-sur-Oise), au nord le canton de Beaumont-sur-Oise, plus peuplé, à l'est le canton de Luzarches dans le pays de France et l'arrondissement de Sarcelles, au sud est le canton de Taverny et au sud ouest le canton de Saint-Ouen-l'Aumône.

### Particularités géographiques
Le canton est marqué par la présence de l'Oise d'une part et de nombreuses forêts d'autre part : les forêts domaniales de L'Isle-Adam et de Carnelle à Presles, la forêt départementale comprise dans le bois de la Tour du Lay à Parmain, et d'autres zones boisées telles que le bois des Garennes à Mériel ou les autres bois des hauteurs de Parmain. Le canton est entaillé par la vallée de l'Oise qui crée une dénivellation entre l'ouest (plateau du Vexin) et l'est (plateau forestier, marqué par les buttes de la forêt de L'Isle-Adam, qui s'étend en pente plus à l'est vers la plaine de France et le pays du même nom). Le point culminant du canton se situe à Nerville-la-Forêt à 194 mètres et son point le plus bas à Mériel (22 mètres en bordure de rivière), soit un dénivelé de 172 mètres.

### La canton dans son arrondissement
La superficie moyenne des cantons de l'arrondissement de Pontoise étant de 49 km2, le canton de l'Isle-Adam est légèrement plus vaste que la moyenne. Il constitue 6,75 % de la superficie de l'arrondissement.
Pour ce qui est de la population, en 1999 la moyenne de population par canton de l'arrondissement étant de 27 522 habitants, le canton de l'Isle-Adam se situe légèrement en dessous de cette moyenne. Il constitue environ 5,5 % de la population de l'arrondissement.  
Ainsi, le canton est légèrement plus vaste et légèrement moins peuplé que la moyenne au sein de son arrondissement. Sa densité, 457 habitants au km², est inférieure à celle de l'arrondissement (565 habitants au km²) et à celle du département (887 habitants au km²).

## Histoire
Le canton de l'Isle-Adam, en tant que subdivision de l'arrondissement de Pontoise dans l'ancien département de Seine-et-Oise, disparu effectivement en 1968 en vertu de la loi du 10 juillet 1964, existe depuis le 17 février 1800 (loi du 28 pluviôse an VIII). Lorsque les arrondissements étaient des districts, le canton existait déjà. Sa date de création remonte ainsi à mars 1790. Il comprenait à cette époque les onze communes de Villiers-Adam, Méry, Mériel, Jouy-le-Comte (aujourd'hui Parmain), Nesles, Fontenelle (aujourd'hui Nesles-la-Vallée), Labbeville, Frouville, Hérouville, Auvers et Valmondois. En 1870, le canton comprenait vingt-trois communes. Elles sont figurées sur les caissons peints du plafond de l'hôtel de ville de L'Isle-Adam.
Par décret du 17 février 2014, le nombre de cantons du département est divisé par deux, avec mise en application aux élections départementales de mars 2015. Le canton de l'Isle-Adam est conservé et s'agrandit. Il passe de 6 à 15 communes.

## Représentation

### Conseillers d'arrondissement (de 1833 à 1940)
Le canton de L'Isle-Adam appartenait à l'arrondissement de Pontoise.
| Période                                  | Période          | Identité                                 | Étiquette           | Qualité |
| ---------------------------------------- | ---------------- | ---------------------------------------- | ------------------- | --- |
| 1833                                     | 1836             | M. Boullier                              |                     | Maire de Jouy-le-Comte                                                                                      |
| 1836                                     | 1842             | Dominique Jacques de Glos (1789-1879)    |                     | Conseiller à la Cour royale de Paris, propriétaire à Presles                                                |
| 1842                                     | 1860 (décès)     | Baron Ambroise Rendu (1778-1860)         |                     | Maitre des Requêtes, Trésorier de l'Université, avocat, maire de Labbeville                                 |
| 1860                                     | 1871             | Eugène François Bélier (1828-1907)       | Droite              | Maire de Méry-sur-Oise                                                                                      |
| 1871                                     | 1877             | Germain Jean Pierre Cailleux (1796-1883) |                     | Notaire, maire d'Hérouville                                                                                 |
| 1877                                     | 1881 (démission) | Auguste Vermond (1849-1899)              | Républicain radical | Avocat, journaliste, propriétaire, maire de Beaumont-sur-Oise, député (1881-1885)                           |
| 1881                                     | 1889             | Alfred Jarlet                            |                     | Maire d'Hédouville                                                                                          |
| 1889                                     | 1892             | Louis Griolle                            | Radical             | Industriel (maitre-carrier), conseiller municipal de L'Isle-Adam                                            |
| 1892                                     | 1919             | Léon Chéron (1841-1928)                  |                     | Négociant en vins et alcools, distillateur, maire de Beaumont-sur-Oise                                      |
| 1919                                     | 1931             | Albert Leyge (1858-1941)                 | SFIO                | Négociant, fondateur de la société coopérative La Familière Maire de Persan (1915-1941)                     |
| 1931                                     | 1937             | Léon Eugène Luton                        | Radical             | Pharmacien, maire de Beaumont-sur-Oise                                                                      |
| 1937                                     | 1940             | Félix Fillon                             | PC-SFIC             | Retraité des chemins de fer, Auvers-sur-Oise Déchu de son mandat le 15 février 1940 (décrets Daladier)      |
| 1940                                     |                  |                                          |                     | Les conseils d'arrondissement ont été suspendus par la loi du 12 octobre 1940 et n'ont jamais été réactivés |
| Les données manquantes sont à compléter. |                  |                                          |                     | |

### Conseillers généraux de 1833 à 1967 (Seine-et-Oise) et de 1967 à 2015 (Yvelines)
| Période       | Période               | Identité               | Étiquette           | Qualité |
| ------------- | --------------------- | ---------------------- | ------------------- | --- |
| 1833          | 1869 (décès)          | Pierre-Charles Dambry  | Majorité dynastique | Notaire Maire de L'Isle-Adam (1834 → 1848 et 1848 → 1869) Député de Seine-et-Oise (1859 → 1869) |
| 1869          | 1871                  | Léon Say               | Act.lib.            | Économiste Sénateur de Seine-et-Oise puis des Basses-Pyrénées (1876 → 1889) Président du Sénat (1880 → 1882) Ministre (1872 → 1882) Député de la Seine puis des Basses-Pyrénées (1871 → 1876 et 1889 → 1896) Membre de l'Académie française |
| 1871          | 1880                  | Eugène-François Bélier | Droite bonapartiste | Industriel, maire de Méry-sur-Oise |
| 1880          | 1886                  | Léon Say               | Act.lib.            | Économiste Sénateur de Seine-et-Oise puis des Basses-Pyrénées (1876 → 1889) Président du Sénat (1880 → 1882) Ministre (1872 → 1882) Député de la Seine puis des Basses-Pyrénées (1871 → 1876 et 1889 → 1896) Membre de l'Académie française |
| 1886          | 1892                  | Eugène-François Bélier | Droite              | Industriel, maire de Méry-sur-Oise, ancien conseiller d'arrondissement |
| 1892          | 1928                  | Louis-Auguste Griolle  | Rad.                | Industriel, maire de L'Isle-Adam (1908 → 1925), conseiller d'arrondissement |
| 1928          | 1940                  | Henri Lévêque          | RG                  | Avocat, propriétaire à Asnières-sur-Oise et à Paris, rue Albouy Nommé conseiller départemental en 1943 |
|               |                       |                        |                     | |
| 1945          | 1958                  | Eugène Alliot          | PCF                 | Ouvrier des chemins de fer Député (1948 → 1951), Mériel |
| 1958          | 1964                  | Pierre Fritz           | RGR                 | Médecin à L'Isle-Adam |
| 1964          | 1967                  | Eugène Alliot          | PCF                 | Ancien député, Mériel |
| 1967          | 1976                  | Jean Vercammen         | RI                  | Maire de Parmain (1966-1977) |
| 1976          | 1999 (démission)      | Jean-Paul Nomblot      | UDF-PR              | Brasseur Adjoint au maire de L'Isle-Adam |
| octobre 1999  | août 2002 (démission) | Axel Poniatowski       | DL puis UMP         | Directeur de société Maire de L'Isle-Adam (1999 → 2017) Député du Val-d'Oise (2e circ.) (2002 → 2017) Président de la CC Vallée de l'Oise et des Trois Forêts (2004 → 2014)                                                                 |
| novembre 2002 | 2015                  | Roland Guichard        | UMP                 | Administrateur de société Maire de Parmain (1995 → 2019) |

De 2002 à 2015, le conseiller général issu de la circonscription cantonale était Roland Guichard, maire UMP de Parmain, qui a succédé à Axel Poniatowski, maire de L'Isle-Adam, élu l'année précédente mais démissionnaire à la suite de son élection à l'Assemblée nationale. Le canton est politiquement à droite. Aux élections cantonales de mars 2008 Roland Guichard est élu au second tour malgré une forte abstention par 61, 26 % des suffrages exprimés.

### Conseillers départementaux depuis 2015
| Période élective | Période élective | Mandat | Mandat   | Identité          | Nuance | Nuance | Qualité |
| ---------------- | ---------------- | ------ | -------- | ----------------- | ------ | ------ | --- |
| 2015             | 2021             | 2015   | 2021     | Arnaud Bazin      |        | LR     | Ancien conseiller général du Canton de Beaumont-sur-Oise Président du conseil général puis départemental du Val-d'Oise (2011 → 2017) Maire (1995 → 2011) ou maire-adjoint de Persan Président de la CC du Haut Val-d'Oise (2014 → 2017) Sénateur du Val-d'Oise (2017 → ) |
| 2015             | 2021             | 2015   | 2021     | Chantal Villalard |        | LR     | Adjointe au maire de L'Isle-Adam |
| 2021             | 2028             | 2021   | en cours | Sabrina Ecard     |        | DVD    | Maire-adjointe de Persan |
| 2021             | 2028             | 2021   | en cours | Morgan Touboul    |        | LR     | Maire-adjoint de L’Isle-Adam Président du Syndicat des berges de l’Oise |

### Résultats détaillés

#### Élections de mars 2015
À l'issue du 1er tour des élections départementales de 2015, deux binômes sont en ballottage : Arnaud Bazin et Chantal Villalard (UMP, 42,85 %) et Isabelle Barbera et Gilles Brunebarbe (FN, 27,93 %). Le taux de participation est de 46,13 % (17 717 votants sur 38 407 inscrits) contre 40,49 % au niveau départemental et 50,17 % au niveau national.
Au second tour, Arnaud Bazin et Chantal Villalard (UMP) sont élus avec 68,78 % des suffrages exprimés et un taux de participation de 45,5 % (10 973 voix pour 17 477 votants et 38 409 inscrits).

#### Élections de juin 2021
Le premier tour des élections départementales de 2021 est marqué par un très faible taux de participation (33,26 % au niveau national). Dans le canton de l'Isle-Adam, ce taux de participation est de 29,88 % (12 133 votants sur 40 610 inscrits) contre 26,57 % au niveau départemental. À l'issue de ce premier tour, deux binômes sont en ballottage : Sabrina Ecard et Morgan Touboul (LR, 40,83 %) et Emeric Le Bon et Romana Navarre (RN, 22,91 %).
Le second tour des élections est marqué une nouvelle fois par une abstention massive équivalente au premier tour. Les taux de participation sont de 34,36 % au niveau national, 28,57 % dans le département et 31,69 % dans le canton de l'Isle-Adam. Sabrina Ecard et Morgan Touboul (LR) sont élus avec 73,24 % des suffrages exprimés (8 552 voix pour 12 873 votants et 40 616 inscrits),,,.

## Composition

### Composition de 1833 à 1967 (Seine-et-Oise)
Communes de :
L'Isle-Adam, Beaumont-sur-Oise, Bernes, Bruyères, Champagne, Frouville, Hédouville, Hérouville, Labbeville, Livilliers, Mériel, Méry, Mours, Nerville-la-Forêt, Nesles-la-Vallée, Nointel, Parmain, Persan, Presles, Ronquerolles, Valmondois, Vallangoujard et Villiers-Adam

### Composition de 1967 à 2015 (Val-d'Oise)
Il regroupait six communes de l'arrondissement de Pontoise. 
| Nom                     | Code Insee | Codepostal | Superficie (km2) | Population (dernière pop. légale) | Densité (hab./km2) |
| ----------------------- | ---------- | ---------- | ---------------- | --------------------------------- | ------------------ |
| L'Isle-Adam (chef-lieu) | 95313      | 95290      | 14,94            | 11 918 (2012)                     | 798                |
| Mériel                  | 95392      | 95630      | 5,31             | 4 765 (2012)                      | 897                |
| Nerville-la-Forêt       | 95445      | 95590      | 6,68             | 680 (2012)                        | 102                |
| Parmain                 | 95480      | 95620      | 9,20             | 5 547 (2012)                      | 603                |
| Presles                 | 95504      | 95590      | 9,95             | 3 701 (2012)                      | 372                |
| Villiers-Adam           | 95678      | 95840      | 9,82             | 830 (2012)                        | 85                 |

### Composition depuis 2015
Le canton comprend désormais quinze communes entières.
| Nom                                 | Code Insee | Intercommunalité                              | Superficie (km2) | Population (dernière pop. légale) | Densité (hab./km2) | Modifier                                    |
| ----------------------------------- | ---------- | --------------------------------------------- | ---------------- | --------------------------------- | ------------------ | ------------------------------------------- |
| L'Isle-Adam (bureau centralisateur) | 95313      | CC de la Vallée de l'Oise et des Trois Forêts | 14,94            | 12 302 (2022)                     | 823                | modifier les données · modifier les données |
| Asnières-sur-Oise                   | 95026      | CC Carnelle Pays-de-France                    | 14,07            | 3 128 (2022)                      | 222                | modifier les données · modifier les données |
| Beaumont-sur-Oise                   | 95052      | CC du Haut Val-d'Oise                         | 5,60             | 9 931 (2022)                      | 1 773              | modifier les données · modifier les données |
| Bernes-sur-Oise                     | 95058      | CC du Haut Val-d'Oise                         | 5,45             | 2 703 (2022)                      | 496                | modifier les données · modifier les données |
| Bruyères-sur-Oise                   | 95116      | CC du Haut Val-d'Oise                         | 8,91             | 4 907 (2022)                      | 551                | modifier les données · modifier les données |
| Champagne-sur-Oise                  | 95134      | CC du Haut Val-d'Oise                         | 9,45             | 5 022 (2022)                      | 531                | modifier les données · modifier les données |
| Mours                               | 95436      | CC du Haut Val-d'Oise                         | 2,45             | 1 680 (2022)                      | 686                | modifier les données · modifier les données |
| Nerville-la-Forêt                   | 95445      | CC de la Vallée de l'Oise et des Trois Forêts | 6,68             | 779 (2022)                        | 117                | modifier les données · modifier les données |
| Nointel                             | 95452      | CC du Haut Val-d'Oise                         | 3,20             | 887 (2022)                        | 277                | modifier les données · modifier les données |
| Noisy-sur-Oise                      | 95456      | CC du Haut Val-d'Oise                         | 3,79             | 582 (2022)                        | 154                | modifier les données · modifier les données |
| Parmain                             | 95480      | CC de la Vallée de l'Oise et des Trois Forêts | 9,20             | 5 683 (2022)                      | 618                | modifier les données · modifier les données |
| Persan                              | 95487      | CC du Haut Val-d'Oise                         | 5,14             | 14 348 (2022)                     | 2 791              | modifier les données · modifier les données |
| Presles                             | 95504      | CC de la Vallée de l'Oise et des Trois Forêts | 9,95             | 3 994 (2022)                      | 401                | modifier les données · modifier les données |
| Ronquerolles                        | 95529      | CC du Haut Val-d'Oise                         | 4,74             | 890 (2022)                        | 188                | modifier les données · modifier les données |
| Villiers-Adam                       | 95678      | CC de la Vallée de l'Oise et des Trois Forêts | 9,82             | 848 (2022)                        | 86                 | modifier les données · modifier les données |
| Canton de l'Isle-Adam               | 9514       |                                               | 113,39           | 67 684 (2022)                     | 597                | modifier les données                        |

## Démographie

### Démographie avant 2015

#### Évolution démographique
| 1962   | 1968   | 1975   | 1982   | 1990   | 1999   | 2006   | 2011   | 2012   |
| ------ | ------ | ------ | ------ | ------ | ------ | ------ | ------ | ------ |
| 12 617 | 15 035 | 20 341 | 21 785 | 24 034 | 25 751 | 26 427 | 27 404 | 27 441 |

#### Logement, comparaison départementale
Les logements du canton sont en moyenne plus anciens et plus vastes que dans le reste du département du Val-d'Oise. Le canton comptait 10 523 logements dont 9 518 résidences principales en 1999 soit 90,4 % du total (pour 3,2 % de résidences secondaires). L'âge moyen du parc immobilier est plus faible que la tendance départementale : 39,2 % des résidences principales dataient de 1949 à 1974, contre 43,1 % Dans le Val-d'Oise. S'agissant des constructions récentes, le canton est dans la moyenne du département : en 1999, 10,4 % des résidences principales dataient de 1990 ou après contre 11 % en Île-de-France. En revanche, les constructions antérieures à 1949 représentaient que 27,1 % du parc contre 18,8 % pour la moyenne du Val-d'Oise.
Le canton de l'Isle-Adam est constitué en grande majorité de logements individuels, et est surtout constitué de propriétaires. 75 % des résidences principales sont des maisons individuelles et 25 % des appartements (respectivement 48,3 % et 51,7 % dans le département). 71,7 % des habitants sont propriétaires de leur logement, contre 36,8 % qui ne sont que locataires (respectivement 56,1 % et 40,6 % dans le département).
On peut noter en outre que le nombre de logements vacants était légèrement inférieur en 1999 à la moyenne départementale avec 5,8 % du parc contre 6,3 %. 49 % des habitants du canton étaient résidents de la commune depuis plus de neuf ans en 1999, ce qui est dans la moyenne du Val-d'Oise (48,5 %).
Les habitations se caractérisent par leur surface importante : une forte majorité compte quatre pièces et plus (68,6 %). Suivent les logements de trois pièces (19,5 %), puis 2 pièces (8,7 %). Les petits logements restent très minoritaires (studios : 3,2 %). Pourtant, 31,9 % des ménages n'étaient constitués que de deux personnes, et 21,3 % d'une seule, tendance qu'on retrouve à l'identique dans le département en forte augmentation de 1990 à 1999. 

Le canton possède ainsi des logements assez conformes aux tendances départementales avec un parc plus ancien mais néanmoins une forte sous-représentation des petites surfaces et habitats collectifs.

### Démographie depuis 2015
En 2022, le canton comptait 67 684 habitants, en évolution de +5,42 % par rapport à 2016 (Val-d'Oise : +4 %, France hors Mayotte : +2,11 %).
| 2013   | 2018   | 2022   |
| ------ | ------ | ------ |
| 61 888 | 64 829 | 67 684 |

## Sociologie

### Niveau d'études et revenus
Le niveau d'éducation dans le canton de l'Isle-Adam est plus élevé que dans le reste du département du Val-d'Oise. En effet, il apparaît que seulement 11,9 % de la population n'est titulaire d'aucun diplôme, chiffre moins important que sur l'ensemble du département (18,5 %). À l'inverse, la part dans la population totale des titulaires de diplômes de niveau bac+2 ou supérieur est, dans la commune, de 22,6 % contre 19,2 % dans le département.
S'agissant du revenu moyen par ménage dans le canton (moyenne des niveaux des communes), il s'élève en 2004 à 24 460 euros par an, soit un niveau supérieur à la moyenne nationale (15 027 euros par an) et départementale (22 236 euros par an).

### Pyramide des âges
La population du canton est moins jeune que la population francilienne (hommes et femmes confondus on recense 37,9 % de 0 à 29 ans en 1999 dans le canton contre 43,25 % en moyenne dans le département, par ailleurs le plus jeune de France). La part des plus de 60 ans, de 14,1 % hommes et femmes confondus en 1999 dans la région est a contrario plus élevée dans le canton, où elle se monte à 17,85 % de la population totale. La part des habitants entre 30 et 59 ans est légèrement supérieure dans le canton (44,25 %) que dans le Val-d'Oise (42,6 %). Dans le canton comme globalement en Île-de-France, la population vieillit.

### Activité et catégories socioprofessionnelles
Parmi sa population de 15 ans et plus en 1999, le canton ne compte que vingt-cinq agriculteurs, ce qui statistiquement, équivaut à 0,1 % des 15 ans et plus. La population des 15 ans ou plus compte en revanche 41,3 % de retraités et d'inactifs, plus que la moyenne départementale qui est de 37,9 %. Ouvriers et employés représentent 25 % de la population cantonale, contre 37,1 % dans le département, chiffre inférieur à celui des professions intermédiaires et des cadres et professions intellectuelles supérieures qui s'élève à 29,7 %, contre 24,5 % dans le Val-d'Oise. Le canton compte également 4 % de commerçants et d'artisans (3 % dans le département).
S'agissant des activités en 1999, les habitants du canton sont 1,2 % à travailler dans le secteur agricole, ce qui est supérieur à la moyenne départementale de 0,8 %. En comparaison avec le reste du département, ils sont en revanche moins nombreux à travailler dans l'industrie (7,7 % contre 13,5 %) et la construction (6,9 % contre 9 %). Encore plus que dans le département, les habitants du canton sont actifs dans le secteur tertiaire (84,2 % contre 79,9 %), en particulier dans le commerce (18,9 % contre 14,7 % au niveau départemental). 85,8 % des habitants du canton sont salariés, une proportion légèrement inférieure à la moyenne départementale de 92,2 %. Salariés ou non ils sont 19 % à travailler à temps partiel.

## Éléments d'économie locale
Toutes les communes du canton comprennent, à plus ou moins grande échelle, des surfaces agricoles cultivées sur leur territoire ainsi que des zones forestières et naturelles importantes. Aucune industrie d'envergure n'est installée dans le canton, qui demeure essentiellement une zone résidentielle et rurale (Villiers-Adam et Nerville-la-Forêt comptent moins de mille habitants chacune) aux franges de l'aire urbaine de Paris. L'essentiel de l'activité commerciale est concentrée à L'Isle-Adam, notamment au centre commercial Le Grand Val au nord du canton. Les communes de taille moyenne (Presles, Parmain, Mériel) disposent cependant de commerces de proximité. Le tourisme est relativement développé comparé aux cantons limitrophes mais reste surtout d'origine francilienne, expliquant la faible capacité hôtelière.

### Emploi et mobilité
En 1999, les chômeurs représentaient 9 % des habitants du canton contre 12 % dans le département.
17 % des actifs du canton ayant un emploi travaillent et résident dans leur commune de résidence, ce qui est légèrement inférieur à la moyenne départementale de 18,6 %. Parmi ceux travaillant hors de leur commune de résidence, 47,1 % le font hors du Val-d'Oise (contre 62 % des habitants du département. Encore plus qu'en moyenne dans le département, les habitants de la commune empruntent essentiellement leur voiture pour se rendre au travail (66,3 %, contre 52,2 % des habitants du Val-d'Oise). Seulement 12,6 % n'utilisent que les transports en commun, contre 25,7 % des habitants du département. Ce dernier chiffre s'explique sans doute en partie par la relative mauvaise desserte du canton par le train, qui n'est pas desservi par le RER mais par un transilien aux fréquences de passage moindres.

## Infrastructures et transports
Le canton est relativement bien desservi par le train dans la mesure où les quatre communes les plus importantes sont desservies par des gares situées sur leur territoire ou à immédiate proximité (gare de L'Isle-Adam - Parmain, gare de Mériel, gare de Presles-Courcelles).

## Lieux d'intérêt, patrimoine, culture

### Musées
Outre les lieux d'exposition temporaire, le canton compte trois musées à collections permanentes :
- Le musée double de L'Isle-Adam (le musée d'art et d'histoire Louis-Senlecq et le centre d'art Jacques Henri Lartigue aux collections et programmations séparées)
- la collection d'archéologie de la mairie de Parmain
- le musée Jean-Gabin à Mériel

### Édifices religieux classés
Les édifices religieux reconnus monument historique dans le canton sont :
- L'église Saint-Martin à L'Isle-Adam
- L'église Saint-Denis à Parmain (Jouy-le-Comte)
- L'église Saint-Germain-l'Auxerrois à Presles
- L'abbaye Notre-Dame du Val à Mériel
- L'église Saint-Sulpice à Villiers-Adam

### Autres monuments

#### Châteaux
- Le château de Stors à L'Isle-Adam (hameau de Stors)
- Le château Conti sur l'île du Prieuré à L'Isle-Adam et autres domaines sur la commune (château de la Faisanderie, château des Forgets, domaine du Vivray)
- Le château de Courcelles à Presles
- Le château de Nerville à Nerville-la-Forêt

#### Autres
- Le pavillon chinois au parc de Cassan à L'Isle-Adam
- Le colombier de Boulonville à Parmain
- La ferme fortifiée du Valpendant à Presles
- Le moulin Perrot à Mériel (domaine de Stors)

### Divers
À l'automne, la fête de la campagne réunit par des manifestations culturelles et des activités les communes du canton.